# Angdeem
Angdeem – gaun wikas samiti we wschodniej części Nepalu w strefie Kośi w dystrykcie Terhathum. Według nepalskiego spisu powszechnego z 2001 roku liczył on 412 gospodarstw domowych i 2189 mieszkańców (1138 kobiet i 1051 mężczyzn).